# Järnvägen Berlin–Hamburg
Järnvägen Berlin–Hamburg (tyska: Berlin-Hamburger Bahn) är en tysk järnväg mellan Berlin och Hamburg, öppnad 1846 och med en längd på 284 km. 1933 började snabbtåget Flygande Hamburgaren  att trafikera sträckan. Linjen trafikerar städerna Berlin, Wittenberge, Ludwigslust, orten Büchen samt Hamburg med både regionaltåg samt fjärrtåg som snabbast tar ca 1 tim och 45 min mellan Berlin och Hamburg.

## Galleri

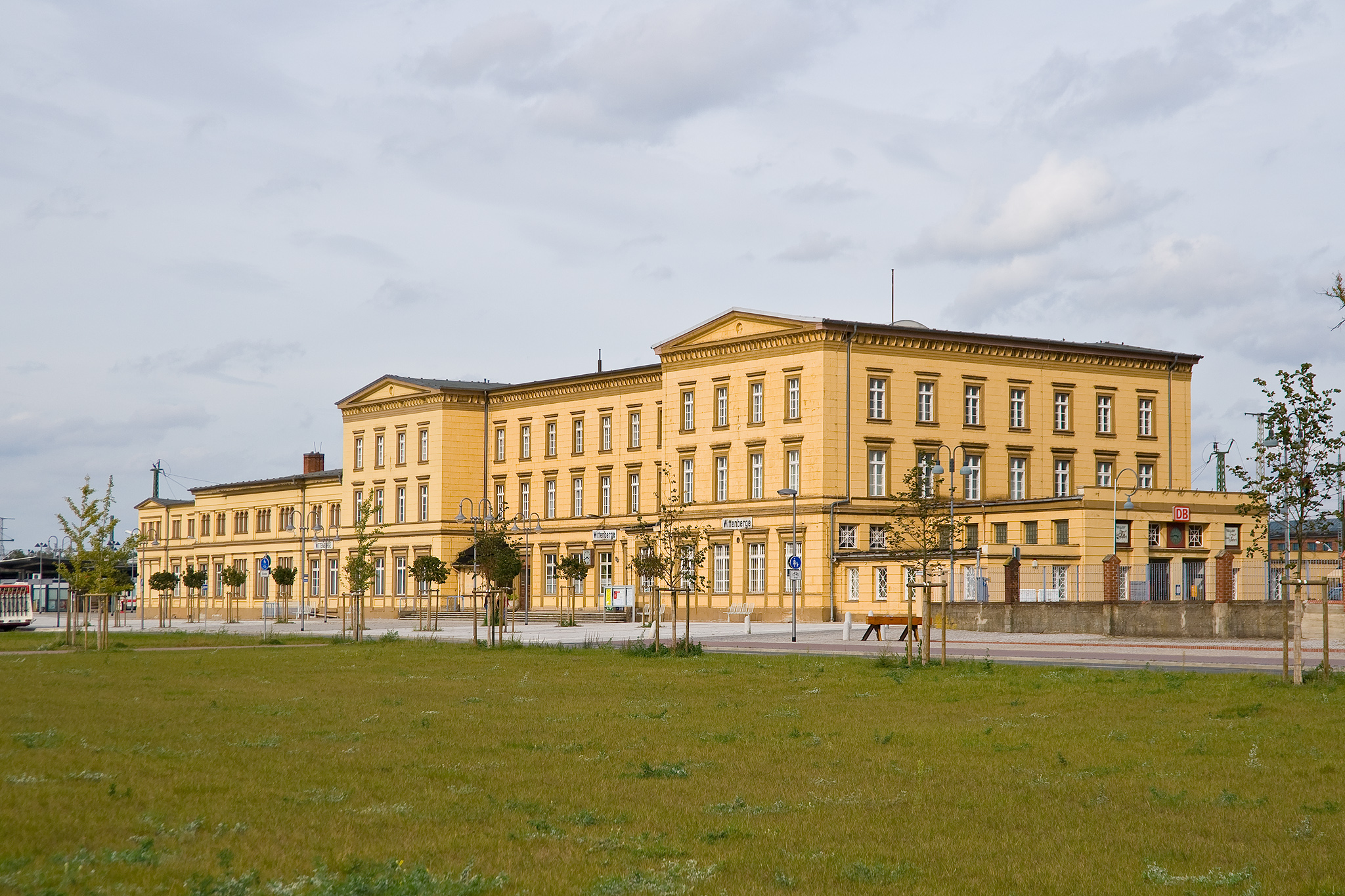
Wittenberge
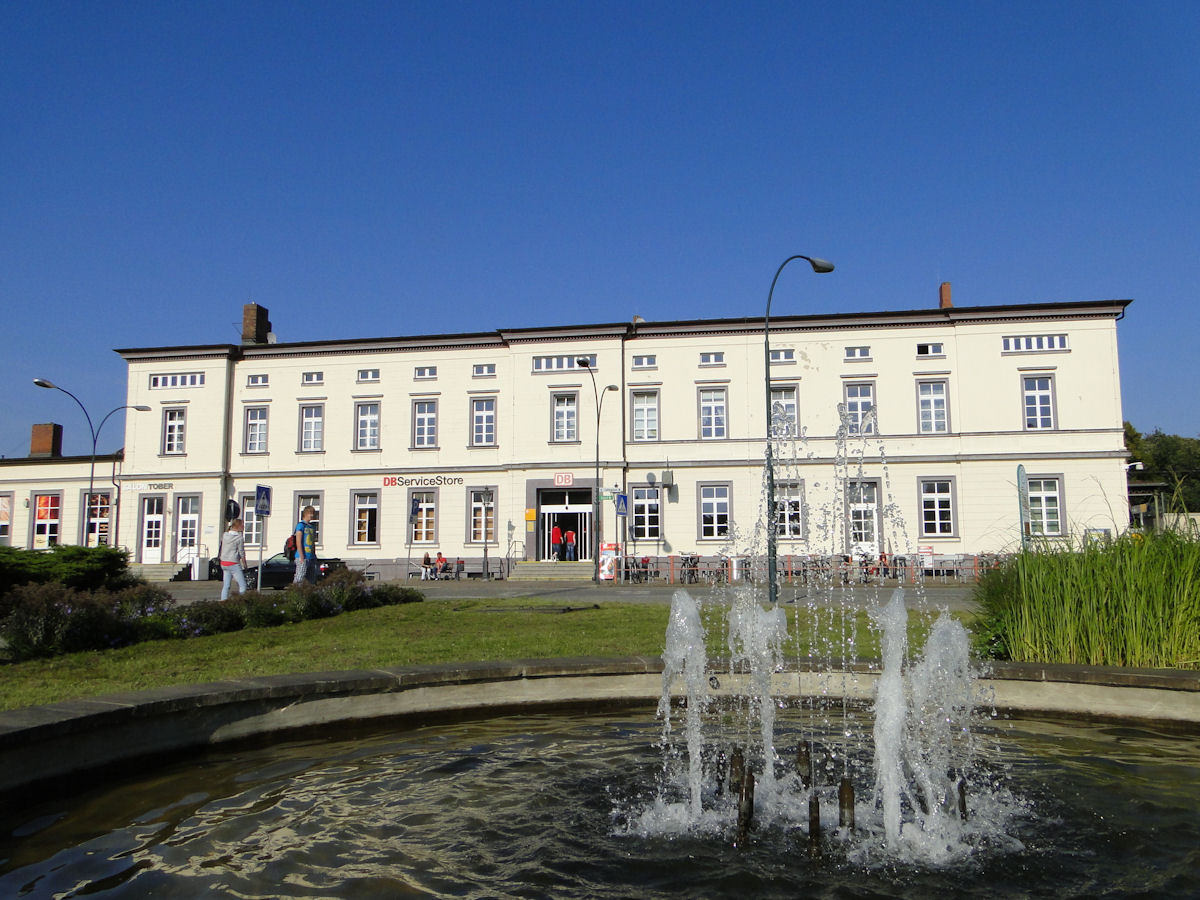
Ludwigslust